# Cymphonique Miller
Cymphonique Raina Miller, känd professionellt under mononymen Cymphonique, född 1 augusti 1996 i San Francisco i Kalifornien (uppvuxen i Los Angeles, samt även i New Orleans i Louisiana), är en amerikansk sångerska och skådespelerska. Hon är dotter till Master P (Percy Robert Miller) och Romeo Miller, som båda är aktiva inom rapp- och skådespelarbranschen. Hon är inom sin egen skådespelarbransch känd för att spela huvudrollen som Kacey Simon i Nickelodeonserien How to Rock, samt för att göra rösten till karaktären Krystal, i den nya dubbningsversionen av TV-serien Winx Club (den engelskspråkiga versionen).

## Filmografi (i urval)
| År        | Titel          | Roll                    | Noter                                    |
| --------- | -------------- | ----------------------- | ---------------------------------------- |
| 2008–2009 | Phineas & Ferb | Holly                   | Återkommande röstroll (säsong 1–3)       |
| 2010      | True Jackson   | Bernadette "Bernie"     | Avsnittet "True Magic"                   |
| 2011      | Big Time Rush  | Kat                     | Avsnittet "Big Time Girl Group"          |
| 2011      | The Troop      | Sharla Hammer           | Avsnittet "The Prisoner of Lakewood"     |
| 2011–2013 | Winx Club      | Prinsessan Krystal Nova | Återkommande röstroller (säsong 3 och 5) |
| 2012      | How to Rock    | Kacey Simon             | Ledande roll                             |